# غريغوري كريست
غريغوري كريست (4 أكتوبر 1982 في فرنسا - ) (بالفرنسية: Grégory Christ)‏ هو لاعب كرة قدم فرنسي في مركز الوسط. لعب مع راسينغ كولومب ونادي أويبست ونادي بوفيه ونادي دويسبورغ ونادي رويال شارلروا ونادي سينت ترويدن وPanthrakikos F.C. ‏ ورويال وايت ستار بروكسل ‏.

## وصلات خارجية
- غريغوري كريست على موقع قاعدة بيانات كرة القدم.إي يو (الإنجليزية)
- غريغوري كريست على موقع ليكيب (الفرنسية)
- غريغوري كريست على موقع Soccerway.com (الإنجليزية)